# スチュアート・リチャードソン
スチュアート・リチャードソン（Stuart "Stu" Richardson、1973年8月15日 - ）は、ウェールズのベーシスト。解散したロックバンド・ロストプロフェッツのベース担当。現在はロストプロフェッツの元メンバーによって結成されたロックバンドNo Devotionのメンバーとして活動中。

## 経歴
リチャードソンは一人っ子として生まれた。彼の母親は肉屋、バー、医者のオフィスで働いている。父親は鉱夫。リチャードソンは音楽に対する彼の初期の執着がデヴィッド・ボウイであると公言している。
ロストプロフェッツのギターに切り替えた後、彼はマイク・ルイスをベーシストとして置き換え、1998年に3回目のデモを録音する直前に参加した。リチャードソンは、バンドがアルバム『リベレーショントランスミッション』を録音している間にマリサラウダディオと結婚し、2006年11月2日に子供であるカダリチャードソンが誕生した。